# Ducati Corse
Ducati Corse est la division compétition de Ducati Motor Holding S.p.A. qui gère les activités de l'entreprise dans les courses de motos. Elle est dirigée par Claudio Domenicali et est basée à Borgo Panigale, près de Bologne. Plus de cent personnes travaillent chez Ducati Corse (près de 10 % de la main-d'œuvre de Ducati Motor Holding S.p.A.). Ducati Corse participe actuellement au championnat du monde MotoGP, au championnat du monde Superbike et à d’autres championnats nationaux. Entre 1998 et 2004, la division des courses existait en tant que filiale dénommée « Ducati Corse Srl ». Elle est détenue à 100 % par Ducati Motor Holding S.p.A..
À ce jour, Ducati Corse a gagné trois championnats du monde MotoGP des pilotes avec Casey Stoner en 2007 et Francesco Bagnaia en 2022, 2023, et quatre titres constructeurs. En outre, Ducati a remporté plusieurs championnats du monde de Superbike, Carl Fogarty (quatre titres) et Troy Bayliss (trois titres), Alvaro Bautista (2 titres) étant les pilotes les plus titrés. En 2022, Ducati s'empare de la double couronne en remportant le championnat du monde MotoGP avec Francesco Bagnaia et le championnat du monde Superbike avec Alvaro Bautista la même année. En 2023, la même performance est atteinte et Ducati rafle les deux couronnes mondiales de vitesse moto.

## Organisation
La société est divisée en quatre départements :

### Recherche et développement
La recherche et le développement techniques sont composés de deux équipes chargées de la conception et du développement des motos participant aux championnats MotoGP et Superbike.

### Activités sportives
Le département des activités sportives est responsable des équipes d'usine participant aux championnats MotoGP et Superbike.

### Activités commerciales
Le département des activités commerciales est responsable de la fourniture de motos et de pièces détachées aux équipes privées. Il fournit également des services de conseil et une assistance technique aux clients privés de Ducati qui participent au championnat du monde de Superbike et aux championnats nationaux de Superbike. Depuis 2004, Ducati Corse soutient également une équipe satellite en MotoGP, fournissant des motos et un support technique.

### Marketing et communication
L'objectif du département marketing et communication est d'accroître et de gérer l'image de marque Ducati en course. Il est également responsable de la ligne de marchandisage officiel Ducati Corse.

## Grand Prix moto (MotoGP)
Lorsque les règles techniques du MotoGP ont changé en 2002, donnant la priorité aux machines à quatre temps, Ducati a décidé de participer aux Grands Prix.
Le prototype MotoGP de Ducati a été dévoilé lors du GP d'Italie à Mugello en 2002, pour être engagé à partir du championnat MotoGP 2003. Ducati a commencé à prendre part au championnat MotoGP lors de la saison 2003. L'équipe a remporté trois titres pilotes lors des saisons 2007, 2022 et 2023 et cinq titres constructeurs en 2007, 2020, 2021, 2022 et 2023. Ducati a recueilli 52 victoires : 23 par Casey Stoner, quatorze par Andrea Dovizioso, sept par Loris Capirossi, trois par Jorge Lorenzo, deux par Danilo Petrucci et une par Troy Bayliss, Andrea Iannone et Jack Miller.
Marlboro/Philipp Morris est le sponsor principal depuis 2003, bien que son nom n’apparaisse pas actuellement sur la moto de l’équipe, notamment via le sponsoring de Mission Winnow qui a aussi fait la controverse. Cela arrive à un moment où la publicité sur le sponsoring du tabac est devenue illégale dans l'Union européenne et où d'autres grandes équipes se sont retirées des relations avec les fabricants de tabac, par exemple Yamaha a mis fin à ses cinq années de relation avec Fortuna/Gauloises.

### Historique en MotoGP

#### 2003
Troy Bayliss et Loris Capirossi ont participé à toutes les manches du championnat MotoGP 2003. Loris Capirossi a obtenu un podium lors de la première manche du championnat au Japon et a remporté le Grand Prix de Catalogne à Barcelone. Capirossi a terminé quatrième au classement final et Bayliss sixième ; Ducati a terminé deuxième au classement général des constructeurs.

#### 2004
Une bonne partie de la saison 2004 s'est écoulée avant que la moto ne devienne compétitive, mais la saison s'est terminée avec les deux coureurs obtenant un podium.

#### 2005
En 2005, Bayliss a été remplacé par l’Espagnol Carlos Checa et Ducati a remplacé ses fournisseurs de pneus par Bridgestone. Loris Capirossi remporte deux victoires à Twin Ring Motegi et Sepang, tandis que Checa obtient deux podiums.

#### 2006
L'espagnol Sete Gibernau remplace Carlos Checa pour la saison 2006. L'équipe remporte sa première victoire en 2006 lors de la première manche à Jerez, suivie d'un podium au Qatar. Loris Capirossi mène le championnat pendant une courte période, mais au début du Grand Prix de Catalogne à Barcelone, sa moto entre en collision avec celle de son coéquipier. Les deux coureurs sont blessés et hospitalisés. Sete Gibernau a une fracture de la clavicule. Loris Capirossi connait des difficultés lors de la course néerlandaise TT une semaine plus tard, alors que Sete Gibernau est remplacé par l'Allemand Alex Hofmann pour plusieurs manches après une opération supplémentaire. Sete Gibernau toujours absent pour la dernière manche de la saison à Valence, Ducati rappelle Troy Bayliss, récemment couronné champion du monde de Superbike. Bayliss remporte la course, sa première victoire en MotoGP et Loris Capirossi prend la deuxième place offrant à Ducati son premier doublé.

#### 2007
La cylindrée des moteurs MotoGP est réduite à 800 cm3 pour la saison 2007. Ducati a commencé le développement de ses 800 cm3 très précocement, et selon Filippo Preziosi, directeur des courses de Ducati, en août 2006, Ducati en avait déjà construit vingt moteurs 800 cm3 avec différentes configurations. Loris Capirossi est rejoint dans l'équipe par Casey Stoner. Pendant la majeure partie de la saison 2007, Stoner domine le peloton, offrant à Ducati sa première victoire au championnat du monde MotoGP à Twin Ring Motegi le 23 septembre 2007, quatre courses avant la fin de la saison. Loris Capirossi remporte justement cette course du Japon à Motegi, sa seule victoire cette saison.
À la fin de la saison, Alan Jenkins, ingénieur en chef chez Ducati, reçoit le prix Sir Jackie Stewart pour son excellence tout au long de la saison.
Ducati remporte également le titre constructeur cette année-là.

#### 2008
Casey Stoner reste dans l’équipe et est associé à Marco Melandri pour la saison 2008. Melandri a eu du mal à s’adapter à la performance de la Ducati GP8 et convient de réduire son contrat de deux ans à un an à mi-parcours de la saison 2008.

#### 2009
Casey Stoner reste encore dans l’équipe tandis que Nicky Hayden devient son nouveau coéquipier sur le châssis usine en fibre de carbone Ducati GP9, en remplacement de Marco Melandri qui part chez Kawasaki pour la saison 2009. À mi-saison, la recrue finlandaise Mika Kallio dispute trois courses pour l'équipe en remplacement de Casey Stoner indisponible pour cause de maladie.

#### 2010
Une fois encore, Casey Stoner se joint à Nicky Hayden pour la saison 2010.
Le 9 juillet 2010, Casey Stoner annonce qu'il rejoindra Honda Racing Corporation pour la saison 2011, après quatre ans chez Ducati.
Le 15 août 2010, après la course MotoGP Brno, Valentino Rossi annonce qu'il a signé un contrat de deux ans à partir de la saison 2011 comme pilote Ducati Corse.

#### 2011
En 2011, la marque accueille Valentino Rossi, mais les résultats s'effondrent. Les tentatives de modifications drastiques de la moto (la GP11) n'apportent pas les résultats escomptés et Ducati s'enlise. Troisième du championnat Teams, l'équipe officielle n'aura décroché que deux troisièmes places - une pour Valentino Rossi, l'autre pour Nicky Hayden - en début de saison.

#### 2012
Valentino Rossi et Nicky Hayden restent chez Ducati Corse pour la saison 2012.
2012 doit être l'année du rebond et Ducati profite de la modifiation du règlement technique (qui consent notamment une cylindrée maximale de 1 000 cm3) pour revoir sa copie 4 : fini le cadre monocoque en carbone, place au Deltabox en aluminium ; le moteur est lui aussi repensé, avec un angle plus classique de 90°. Présentée le 19 mars à la presse, l'évolution GP12 arbore les couleurs de l'Italie 5, comme pour conserver une façon de se démarquer des machines japonaises dont elle épouse à présent les grandes lignes.

#### 2013
Nicky Hayden reste chez Ducati Corse pour la saison 2013 avec un contrat d'un an. Il est rejoint par Andrea Dovizioso qui remplace Valentino Rossi.
Le meilleur résultat de la saison est une 4e place au Grand Prix de France pour Andrea Dovizioso.

#### 2014
Andrea Dovizioso reste chez Ducati pour la saison 2014. Il est rejoint par son ancien coéquipier de chez Tech3 : l'Anglais Cal Crutchlow qui signé un contrat de deux ans.
La saison pour ce dernier est catastrophique avec notamment quatre abandons et une absence pour blessure lors des sept premières courses. Il rencontre également des soucis techniques (transpondeur au Qatar, freins à Jerez). En milieu de saison, il annonce qu'il rompt son contrat avec Ducati à la fin de la saison et qu'il signe chez LCR Honda pour 2015. Il parviendra tout de même à faire un podium à Aragon en fin de saison. En tout, il abandonne ou manque neuf Grand Prix cette saison-là.
Andrea Dovizioso finit 5e cette saison, soit le meilleur résultat d'un pilote pour Ducati depuis 2010 et Casey Stoner. Il obtient aussi deux podiums à Austin et Assen, une première pour lui avec cette équipe et cette moto.

#### 2015
Andrea Dovizioso reste chez Ducati pour la saison 2015 et Andrea Iannone rejoint l’équipe d’usine en provenance de l'équipe satellite privée Ducati Pramac. Durant la saison la Ducati GP15 est très attendue, avec une refonte complète du chassis Desmosedici par Luigi Dall'Igna, elle fait ses débuts lors du deuxième essai de février à Sepang.
La saison est plutôt bonne avec huit podiums obtenus cette année-là par les deux pilotes, mais la victoire se fait attendre.

#### 2016
Andrea Dovizioso et Andrea Iannone restent les coureurs de l'équipe pour la saison 2016 avec l'évolution GP16 Desmosedici, considéré comme étant une évolution du GP15. Le changement le plus notable au sein de la Ducati Corse est probablement l'arrivée de Casey Stoner en tant que premier pilote d'essais de la division qui travaille immédiatement au côté de Michele Pirro. Ducati présente un total de huit motos sur le circuit MotoGP pour 2016 avec l'équipe d'usine, et les équipes privées Pramac Yakhnich, l'équipe Aspar et l'équipe Avintia.
En 2016, l'évolution SP16 bat le record de vitesse maximale sur circuit en catégorie MotoGP. Le record a lieu sur le rapide circuit international de Losail au Qatar où le pilote italien Andrea Iannone atteint la vitesse de 351,2 km/h.
En 2016, Andrea Iannone remporte une victoire (la première pour Ducati depuis 2010) en Autriche et Andrea Dovizioso également en fin de saison en Malaisie.
L'irrégularité de Iannone (abandon ou absence pour blessure lors de huit Grand Prix) et ses frasques extra-sportives, ainsi que sa tentative de dépassement hasardeuse dans le dernier tour sur son coéquipier au GP d'Argentine qui les fait chuter tous les deux alors qu'ils mènent la course (Dovizioso peut repartir et termine 13e), font que Ducati décide de garder Dovizioso pour 2017 et de ne pas reconduire Iannone.

#### 2017
En 2016, Ducati Corse recrute le quintuple champion du monde MotoGP Jorge Lorenzo, pour piloter la Ducati pendant les saisons 2017 et 2018 et renouvelle également le contrat d'Andrea Dovizioso, pour deux saisons supplémentaires.
Le chiffre de 25 millions d'euros sur deux saisons comme salaire pour Jorge Lorenzo est avancé par la presse.
C'est une année pleine pour Andrea Dovizioso qui remporte six victoires au championnat et finit vice-champion du monde. Une première pour un pilote Ducati depuis 2008 et Casey Stoner.
Jorge Lorenzo est décevant malgré trois podiums, le quintuple champion du monde MotoGP est attendu plus fort dès sa première saison mais la Ducati possède une architecture et une conception assez différente de la Yamaha à laquelle était habitué le pilote majorquin.

#### 2018
Andrea Dovizioso et Jorge Lorenzo restent les pilotes pour la saison 2018.
La collaboration entre les deux pilotes est mauvaise mais les résultats sportifs sont là : neuf podiums dont quatre victoires pour Andrea Dovizioso, de nouveau vice-champion du monde et trois victoires pour Jorge Lorenzo qui subit une blessure importante en fin de saison.

#### 2019
En 2019, après des résultats relativement moyens, le contrat de deux ans de Jorge Lorenzo avec Ducati s’achève avec son départ pour Honda où il rejoint l'octuple champion du monde Marc Márquez, tandis que Andrea Dovizioso reste, le pilote italien Danilo Petrucci quitte l'écurie Pramac Racing et rejoint Ducati comme second pilote avec la mission principale d'aider Andrea Dovizioso à gagner le championnat du monde.
L'équipe change de nom en début d'année avec le sponsoring principal Mission Winnow, filiale de Philip Morris. Après quelques courses et sous la pression légale de certains pays qui interdit la publicité pour le tabac, le naming cesse et Ducati Team reprend son nom simple.
Andrea Dovizioso termine pour la 3e fois consécutive vice-champion du monde et Petrucci remporte sa 1re victoire cette saison-là.

#### 2020

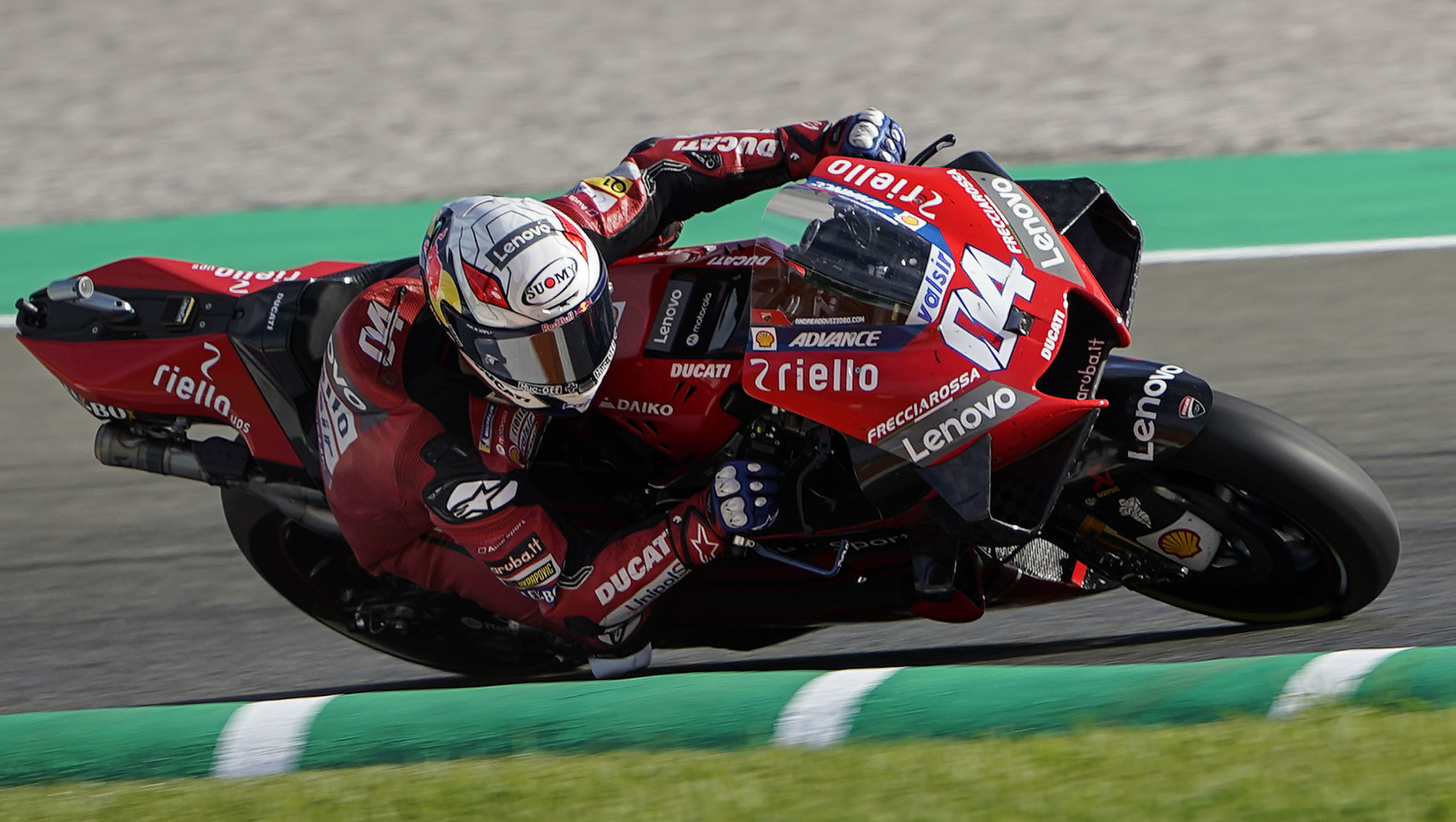
Andrea Dovizioso au Grand Prix moto d'Europe 2020 sur la Desmosedici GP20 championne du monde constructeur.

En 2020, le duo de pilotes italiens est reconduit.
La saison subit de plein fouet la crise sanitaire internationale du Covid-19 et les interdictions de déplacement et le risque de contamination amènent à remanier largement le calendrier avec seulement quatorze courses se déroulant uniquement en Europe et la plupart à huis clos et avec plusieurs courses se déroulant sur un même circuit, ce qui est inédit.
Malgré une victoire chacun, la saison de l'équipe est largement en deçà des attentes, alors que le multiple champion du monde en titre Marc Márquez se blesse lors de la première course et manque le reste de la saison. Andrea Dovizioso ne finit que 4e et Danilo Petrucci 12e.
Lot de consolation, Ducati remporte son second titre de champion du monde constructeur bien aidé par les performances des équipes satellites privées Pramac Racing (Jack Miller et Francesco Bagnaia) et Avintia (Johann Zarco) qui ramèneront des points importants.
Du fait de ses résultats en deçà des attentes, Danilo Petrucci n'est pas reconduit pour une troisième saison dans l'équipe et signe pour 2021 avec l'équipe Tech3 Racing KTM.
De l'autre côté du box, rien ne va plus non plus entre Andrea Dovizioso et Ducati Corse, et la relation étroite entre eux de huit ans qui a amené quatorze victoires parvient à une fin : Andrea Dovizioso ne se sent pas écouté concernant ses remarques sur le développement de la moto et demande une augmentation de sa rémunération pour prolonger, alors que Ducati Corse se demande si le temps n'est pas venu de repartir sur de nouvelles bases, d'autres pilotes ayant démontrés qu'ils ne rencontraient pas les mêmes difficultés qu'Andrea avec la moto.
Finalement pour 2021, Ducati Corse décide de signer, les deux pilotes de l'équipe satellite privée Pramac Racing sont l'Australien Jack Miller et l'Italien Francesco Bagnaia.

#### 2021
À nouveau, cette saison est affectée par la pandémie et la crise sanitaire du Covid-19, de nombreuses courses se déroulent à huis clos et d'autres sont repoussées voire annulées.
La saison commence bien pour l'équipe avec trois podiums en quatre courses pour Francesco Bagnaia qui prend la tête du championnat et une victoire lors de la 4e course lors du Grand Prix d'Espagne à Jerez pour Jack Miller ; ce qui en fait le premier doublé pour l'équipe depuis Brno 2018 (Andrea Dovizioso/Jorge Lorenzo) et la première victoire pour l'équipe à Jerez depuis Loris Capirossi en 2006.
La saison pour l'équipe finit bien avec quatre victoires sur les six dernières courses pour Francesco Bagnaia ainsi qu'une place de vice-champion du monde et deux podiums supplémentaires pour Jack Miller.
Ducati rajoute deux titres à son palmarès : son 3e titre au championnat constructeur et le titre de la meilleure équipe.

#### 2022
La crise sanitaire est passée et le calendrier de la saison prévoit initialement 21 courses finalement ramené à 20 après l'annulation du GP de Finlande.
Francesco Bagnaia et Jack Miller restent le line-up du team Ducati cette saison.
Alors qu'il est l'un des grands favoris de la saison, Bagnaia va faire un début de saison catastrophique, avec une chute en course d'ouverture et aucun Top 4 sur les cinq premières courses.
D'une manière générale, le team va avoir du retard à l'allumage, avec une moto 2022 qui n'était pas prête et réglée en début de saison.
À partir du GP d'Espagne, Bagnaia retrouve le chemin de la victoire, puis chute au GP de France alors qu'il était 2e de la course derrière Enea Bastianini mais remportera le GP d'Italie dans la foulée. Ensuite deux nouvelles chutes en course (il se fait percuter en Catalogne et chute seul en Allemagne) avant d'enchainer les performances de très haut niveau avec huit podiums dont cinq victoires sur les dix dernières courses.
Francesco Bagnaia est titré Champion du monde MotoGP lors de la dernière course de la saison à Valence. Le deuxième titre pilote pour Ducati après celui remporté par Casey Stoner en 2007.
Jack Miller de son côté va faire une bonne saison avec sept podiums dont une victoire impériale au GP du Japon pour finir 5e du championnat.
Ducati remporte de nouveau les titres constructeurs (son 4e) et équipe (son 3e) et fait donc le triplé titre pilote/constructeur/équipe.

#### 2023
Pour 2023, l'équipe Ducati se sépare de Jack Miller (qui part chez Red Bull KTM Factory Racing) et le remplace par l'Italien Enea Bastianini qui avait fini 3e du championnat du monde MotoGP en 2022 sur une moto Ducati cliente avec l'équipe Gresini Racing (et auréolé du titre honorifique de meilleur pilote indépendant 2022) aux côtés de Francesco Bagnaia. Ce dernier a fait le choix de prendre le no 1 cette saison.
À noter l'introduction de deux nouveaux circuits prévus cette saison : le Kazakhstan et l'Inde pour un total de 21 GP.
De plus, l'arrivée de courses « Sprint » le samedi qui comportent moitié moins de tours qu'une course Grand Prix et rapportent moitié moins de point.
Le début de saison est mi-figue mi-raisin pour Ducati, avec la double victoire au GP d'ouverture de Francesco Bagnaia qui confirme son statut de champion du monde en titre mais la chute, et la blessure d'Enea Bastianini percuté par Luca Marini en course sprint, qui doit déclarer forfait pour le reste du week-end et le GP d'Argentine.

#### 2024
Durant l'été 2023, Enea Bastianini en balance malgré son contrat de deux ans a été confirmé chez Ducati pour 2024, le duo reste donc le même.
Francesco Bagnaia domine largement les essais de pré-saison hivernaux à Sepang mais aussi au Qatar. Enea Bastianini fait des résultats encourageant avec cette nouvelle machine.
Le Qatar réouvre la saison.
Francesco Bagnaia est prolongé de deux années supplémentaires avec Ducati dès le début de saison, et sera donc pilote pour l'équipe jusqu'à 2026 inclus.
Le GP d'Argentine, initialement au calendrier, est annulé, faute de soutien financier politique du nouveau gouvernement argentin.
Le GP du Kazakhstan, est également reporté puis annulé, officiellement pour cause d'inondations majeures dans cette région d'Asie Centrale.
Le GP d'Inde, est annulé également, remplacé par le GP d'Emilie-Romagne.
Au début de l'été, l'équipe annonce que Marc Márquez remplacera Enea Bsastianini en 2025 au sein de l'équipe. Contrat de deux ans jusqu'en 2026.
Ducati fête ses 100 victoires en GP avec la victoire d'Enea Bastianini lors du GP d'Emilie-Romagne 2024. Le titre constructeur (le 6ème) est également obtenu lors de ce week-end là avec 500 points, alors qu'il reste 6 GP à disputer.
Lors du GP du Japon 2024, Bagnaia décroche son meilleur total de victoires en GP sur une saison soit 8 (et rentre dans le cercle très fermé des pilotes qui ont réussi cet exploit en MotoGP aux côtés de Valentino Rossi, Marc Marquez, Casey Stoner et Jorge Lorenzo) ainsi que la 900ème victoire pour l'Italie de l'histoire des GP, toutes catégories confondues.
Lors du GP de Thailande 2024, le team décroche le titre de Meilleure Équipe (le 4ème) et Bagnaia sa 9ème victoire de la saison alors que Bastianini gagne le Sprint.
Malgré 11 victoires en GP sur 20 courses, Francesco Bagnaia  doit s'incliner et finit vice-champion du monde 2024 derrière Jorge Martin qui roule sur Ducati mais pour le team privé Pramac Racing. Enea Bastianini finit 4ème du championnat, derrière Marc Márquez 3ème.

#### 2025
Ayant perdu le titre en 2024, Francesco Bagnaia délaisse le n°1 et revient au n°63.
Marc Márquez domine largement les essais de pré-saison hivernaux à Sepang mais aussi en Thaïlande. Francesco Bagnaia fait aussi d'excellents résultats.
Le duo décide finalement de ne pas valider les spécifications moteurs, châssis et aéro 2025 et de repartir pour la saison 2025 avec la moto 2024 légèrement améliorée. "24.9" dixit Pecco. En effet, le gel des moteurs pour les saisons 2025 et 2026, en amont de l'introduction des nouvelles cylindrées moteurs 800cc en 2027, ne permet pas la moindre erreur et prise de risque. La moto 2024 étant une excellente machine et toujours au dessus de la concurrence, le choix s'est donc porté sur la continuation avec cette machine fiable, performante et éprouvée (19 victoires sur 20 courses en 2024)
Première course de la saison en Thaïlande, à Buriram, où Marc Márquez écrase la concurrence avec pole, victoire en Sprint et en GP et à chaque fois le meilleur tour en course. Francesco Bagnaia doit se contenter d'une double 3ème position.

### Résultats en Grand Prix MotoGP
(Voir Légendes) (Les courses en gras indiquent la pole position ; les courses en italique indiquent le meilleur tour.)
| Saison | Team                                | Moto               | N°         | Pilote             |            | Course  | Course  | Course  | Course  | Course  | Course  | Course  | Course  | Course  | Course  | Course  | Course  | Course  | Course  | Course  | Course  | Course  | Course  | Course | Course |     | Championnat Pilote | Championnat Pilote | Championnat Équipe | Championnat Équipe | Championnat Constructeur | Championnat Constructeur |
| Saison | Team                                | Moto               | N°         | Pilote             |            | 1       | 2       | 3       | 4       | 5       | 6       | 7       | 8       | 9       | 10      | 11      | 12      | 13      | 14      | 15      | 16      | 17      | 18      | 19     | 20     | 21  | Pos                | Pts                | Pos                | Pts                | Pos                      | Pts                      |
| ------ | ----------------------------------- | ------------------ | ---------- | ------------------ | ---------- | ------- | ------- | ------- | ------- | ------- | ------- | ------- | ------- | ------- | ------- | ------- | ------- | ------- | ------- | ------- | ------- | ------- | ------- | ------ | ------ | --- | ------------------ | ------------------ | ------------------ | ------------------ | ------------------------ | ------------------------ |
| 2003   | Ducati Marlboro Team                | Ducati Desmosedici | 12         | Troy Bayliss       |            | JPN 5   | RSA 4   | SPA 3   | FRA Ret | ITA Ret | CAT 10  | NED 9   | GBR 5   | GER 3   | CZE 3   | POR 6   | RIO 10  | PAC Ret | MAL 9   | AUS Ret | VAL 7   |         |         |        |        |     | 6e                 | 128                | 3e                 | 305                | 2e                       | 225                      |
| 2003   | Ducati Marlboro Team                | Ducati Desmosedici | 65         | Loris Capirossi    |            | JPN 3   | RSA Ret | SPA Ret | FRA Ret | ITA 2   | CAT 1   | NED 6   | GBR 4   | GER 4   | CZE Ret | POR 3   | RIO 6   | PAC 8   | MAL 6   | AUS 2   | VAL 3   |         |         |        |        |     | 4e                 | 177                | 3e                 | 305                | 2e                       | 225                      |
| 2004   | Ducati Marlboro Team                | Ducati Desmosedici | 12         | Troy Bayliss       |            | RSA 14  | SPA Ret | FRA 8   | ITA 4   | CAT Ret | NED Ret | RIO Ret | GER Ret | GBR 5   | CZE Ret | POR 8   | JPN Ret | QAT Ret | MAL 10  | AUS 9   | VAL 3   |         |         |        |        |     | 14e                | 71                 | 5e                 | 188                | 3e                       | 169                      |
| 2004   | Ducati Marlboro Team                | Ducati Desmosedici | 65         | Loris Capirossi    |            | RSA 6   | SPA 12  | FRA 10  | ITA 8   | CAT 10  | NED 8   | RIO 4   | GER Ret | GBR 7   | CZE 5   | POR 7   | JPN Ret | QAT Ret | MAL 6   | AUS 3   | VAL 9   |         |         |        |        |     | 9e                 | 117                | 5e                 | 188                | 3e                       | 169                      |
| 2005   | Ducati Marlboro Team                | Ducati Desmosedici | 7          | Carlos Checa       |            | SPA 10  | POR 5   | CHN Ret | FRA Ret | ITA 5   | CAT 11  | NED 9   | USA Ret | GBR 5   | GER Ret | CZE 8   | JPN 4   | MAL 3   | QAT 6   | AUS 3   | TUR 5   | VAL 4   |         |        |        |     | 9e                 | 138                | 4e                 | 295                | 3e                       | 202                      |
| 2005   | Ducati Marlboro Team                | Ducati Desmosedici | 23         | Shinichi Ito       |            | ESP     | POR     | CHN     | FRA     | ITA     | CAT     | NED     | USA     | GBR     | GER     | CZE     | JPN     | MAL     | QAT     | AUS     | TUR DSQ | VAL     |         |        |        |     | NC                 | 0                  | 4e                 | 295                | 3e                       | 202                      |
| 2005   | Ducati Marlboro Team                | Ducati Desmosedici | 65         | Loris Capirossi    |            | SPA 13  | POR 9   | CHN 12  | FRA 7   | ITA 3   | CAT 12  | NED 10  | USA 10  | GBR 6   | GER 9   | CZE 2   | JPN 1   | MAL 1   | QAT 10  | AUS     | TUR     | VAL 7   |         |        |        |     | 6e                 | 157                | 4e                 | 295                | 3e                       | 202                      |
| 2006   | Ducati Marlboro Team                | Ducati Desmosedici | 12         | Troy Bayliss       |            | SPA     | QAT     | TUR     | CHN     | FRA     | ITA     | CAT     | NED     | GBR     | GER     | USA     | CZE     | MAL     | AUS     | JPN     | POR     | VAL 1   |         |        |        |     | 19e                | 25                 | 3e                 | 356                | 3e                       | 248                      |
| 2006   | Ducati Marlboro Team                | Ducati Desmosedici | 15         | Sete Gibernau      |            | SPA Ret | QAT 4   | TUR 11  | CHN 9   | FRA 8   | ITA 5   | CAT Ret | NED     | GBR     | GER 8   | USA 10  | CZE     | MAL 5   | AUS 4   | JPN 4   | POR Ret | VAL     |         |        |        |     | 13e                | 95                 | 3e                 | 356                | 3e                       | 248                      |
| 2006   | Ducati Marlboro Team                | Ducati Desmosedici | 65         | Loris Capirossi    |            | SPA 1   | QAT 3   | TUR 6   | CHN 8   | FRA 2   | ITA 2   | CAT Ret | NED 15  | GBR 9   | GER 5   | USA 8   | CZE 1   | MAL 2   | AUS 7   | JPN 1   | POR 12  | VAL 2   |         |        |        |     | 3e                 | 229                | 3e                 | 356                | 3e                       | 248                      |
| 2006   | Ducati Marlboro Team                | Ducati Desmosedici | 66         | Alex Hofmann       |            | SPA     | QAT     | TUR     | CHN     | FRA     | ITA     | CAT     | NED 12  | GBR 13  | GER     | USA     | CZE 16  | MAL     | AUS     | JPN     | POR     | VAL     |         |        |        |     | 17e                | 30                 | 3e                 | 356                | 3e                       | 248                      |
| 2007   | Ducati Marlboro Team                | Ducati Desmosedici | 27         | Casey Stoner       |            | QAT 1   | SPA 5   | TUR 1   | CHN 1   | FRA 3   | ITA 4   | CAT 1   | GBR 1   | NED 2   | GER 5   | USA 1   | CZE 1   | RSM 1   | POR 3   | JPN 6   | AUS 1   | MAL 1   | VAL 2   |        |        |     | 1er                | 367                | 1er                | 533                | 1er                      | 394                      |
| 2007   | Ducati Marlboro Team                | Ducati Desmosedici | 65         | Loris Capirossi    |            | QAT Ret | SPA 12  | TUR 3   | CHN 6   | FRA 8   | ITA 7   | CAT 6   | GBR Ret | NED Ret | GER 2   | USA Ret | CZE 6   | RSM 5   | POR 9   | JPN 1   | AUS 2   | MAL 11  | VAL 5   |        |        |     | 7e                 | 166                | 1er                | 533                | 1er                      | 394                      |
| 2008   | Ducati Marlboro Team                | Ducati Desmosedici | 1          | Casey Stoner       |            | QAT 1   | SPA 11  | POR 6   | CHN 3   | FRA 16  | ITA 2   | CAT 3   | GBR 1   | NED 1   | GER 1   | USA 2   | CZE Ret | RSM Ret | IND 4   | JPN 2   | AUS 1   | MAL 6   | VAL 1   |        |        |     | 2e                 | 280                | 3e                 | 331                | 2e                       | 321                      |
| 2008   | Ducati Marlboro Team                | Ducati Desmosedici | 33         | Marco Melandri     |            | QAT 11  | SPA 12  | POR 13  | CHN 5   | FRA 15  | ITA Ret | CAT 11  | GBR 16  | NED 13  | GER Ret | USA 16  | CZE 7   | RSM 9   | IND 19  | JPN 13  | AUS 16  | MAL 16  | VAL 16  |        |        |     | 17e                | 51                 | 3e                 | 331                | 2e                       | 321                      |
| 2009   | Ducati Marlboro Team                | Ducati Desmosedici | 27         | Casey Stoner       |            | QAT 1   | JPN 4   | SPA 3   | FRA 5   | ITA 1   | CAT 3   | NED 3   | USA 4   | GER 4   | GBR 14  | CZE     | IND     | RSM     | POR 2   | AUS 1   | MAL 1   | VAL DNS |         |        |        |     | 4e                 | 220                | 3e                 | 341                | 3e                       | 272                      |
| 2009   | Ducati Marlboro Team                | Ducati Desmosedici | 36         | Mika Kallio        |            | QAT     | JPN     | SPA     | FRA     | ITA     | CAT     | NED     | USA     | GER     | GBR     | CZE Ret | IND 8   | RSM 7   | POR     | AUS     | MAL     | VAL     |         |        |        |     | 20e                | 9                  | 3e                 | 341                | 3e                       | 272                      |
| 2009   | Ducati Marlboro Team                | Ducati Desmosedici | 69         | Nicky Hayden       |            | QAT 12  | JPN Ret | SPA 15  | FRA 12  | ITA 12  | CAT 10  | NED 8   | USA 5   | GER 8   | GBR 15  | CZE 6   | IND 3   | RSM Ret | POR 8   | AUS 15  | MAL 5   | VAL 5   |         |        |        |     | 13e                | 104                | 3e                 | 341                | 3e                       | 272                      |
| 2010   | Ducati Marlboro Team                | Ducati Desmosedici | 27         | Casey Stoner       |            | QAT Ret | SPA 5   | FRA Ret | ITA 4   | GBR 5   | NED 3   | CAT 3   | GER 3   | USA 2   | CZE 3   | IND Ret | RSM 5   | ARA 1   | JPN 1   | MAL Ret | AUS 1   | POR Ret | VAL 2   |        |        |     | 4e                 | 225                | 3e                 | 388                | 3e                       | 286                      |
| 2010   | Ducati Marlboro Team                | Ducati Desmosedici | 69         | Nicky Hayden       |            | QAT 4   | SPA 4   | FRA 4   | ITA Ret | GBR 4   | NED 7   | CAT 8   | GER 7   | USA 5   | CZE 6   | IND 6   | RSM Ret | ARA 3   | JPN 12  | MAL 6   | AUS 4   | POR 5   | VAL Ret |        |        |     | 7e                 | 163                | 3e                 | 388                | 3e                       | 286                      |
| 2011   | Ducati Team                         | Ducati Desmosedici | 46         | Valentino Rossi    |            | QAT 7   | SPA 5   | POR 5   | FRA 3   | CAT 5   | GBR 6   | NED 4   | ITA 6   | GER 9   | USA 6   | CZE 6   | IND 10  | RSM 7   | ARA 10  | JPN Ret | AUS Ret | MAL C   | VAL Ret |        |        |     | 7e                 | 139                | 3e                 | 271                | 3e                       | 180                      |
| 2011   | Ducati Team                         | Ducati Desmosedici | 69         | Nicky Hayden       |            | QAT 9   | SPA 3   | POR 9   | FRA 7   | CAT 8   | GBR 4   | NED 5   | ITA 10  | GER 8   | USA 7   | CZE 7   | IND 14  | RSM Ret | ARA 7   | JPN 7   | AUS 7   | MAL C   | VAL Ret |        |        |     | 8e                 | 132                | 3e                 | 271                | 3e                       | 180                      |
| 2012   | Ducati Team                         | Ducati Desmosedici | 46         | Valentino Rossi    |            | QAT 10  | SPA 9   | POR 7   | FRA 2   | CAT 7   | GBR 9   | NED 13  | GER 6   | ITA 5   | USA Ret | IND 7   | CZE 7   | RSM 2   | ARA 8   | JPN 7   | MAL 5   | AUS 7   | VAL 10  |        |        |     | 6e                 | 163                | 4e                 | 285                | 3e                       | 192                      |
| 2012   | Ducati Team                         | Ducati Desmosedici | 69         | Nicky Hayden       |            | QAT 6   | SPA 8   | POR 11  | FRA 6   | CAT 9   | GBR 7   | NED 6   | GER 10  | ITA 7   | USA 6   | IND DNS | CZE     | RSM 7   | ARA Ret | JPN 8   | MAL 4   | AUS 8   | VAL Ret |        |        |     | 9e                 | 122                | 4e                 | 285                | 3e                       | 192                      |
| 2013   | Ducati Team                         | Ducati Desmosedici | 04         | Andrea Dovizioso   |            | QAT 7   | AME 7   | SPA 8   | FRA 4   | ITA 5   | CAT 7   | NED 10  | GER 7   | USA 9   | IND 10  | CZE 7   | GBR Ret | RSM 8   | ARA 8   | MAL 8   | AUS 9   | JPN 10  | VAL 9   |        |        |     | 8e                 | 140                | 4e                 | 266                | 3e                       | 155                      |
| 2013   | Ducati Team                         | Ducati Desmosedici | 69         | Nicky Hayden       |            | QAT 8   | AME 9   | SPA 7   | FRA 5   | ITA 6   | CAT Ret | NED 11  | GER 9   | USA 8   | IND 9   | CZE 8   | GBR 8   | RSM 9   | ARA 9   | MAL Ret | AUS 7   | JPN 9   | VAL 8   |        |        |     | 9e                 | 126                | 4e                 | 266                | 3e                       | 155                      |
| 2013   | Ducati Test Team                    | Ducati Desmosedici | 51         | Michele Pirro      |            | QAT     | AME     | SPA 11  | FRA     | ITA 7   | CAT     | NED     | GER     | USA     | IND     | CZE     | GBR     | RSM     | ARA     | MAL     | AUS     | JPN     | VAL 10  |        |        |     | 13e                | 56                 | N/A                | N/A                | 3e                       | 155                      |
| 2014   | Ducati Team                         | Ducati Desmosedici | 04         | Andrea Dovizioso   |            | QAT 5   | AME 3   | ARG 9   | SPA 5   | FRA 8   | ITA 6   | CAT 8   | NED 2   | GER 8   | IND 7   | CZE 6   | GBR 5   | RSM 4   | ARA Ret | JPN 5   | AUS 4   | MAL 8   | VAL 4   |        |        |     | 5e                 | 187                | 3e                 | 261                | 3e                       | 211                      |
| 2014   | Ducati Team                         | Ducati Desmosedici | 35         | Cal Crutchlow      |            | QAT 6   | AME Ret | ARG     | SPA Ret | FRA 11  | ITA Ret | CAT Ret | NED 9   | GER 10  | IND 8   | CZE Ret | GBR 12  | RSM 9   | ARA 3   | JPN Ret | AUS Ret | MAL Ret | VAL 5   |        |        |     | 13e                | 74                 | 3e                 | 261                | 3e                       | 211                      |
| 2014   | Ducati Team                         | Ducati Desmosedici | 51         | Michele Pirro      |            |         |         | ARG 17  |         |         |         |         |         |         |         |         |         |         |         |         |         |         |         |        |        |     | 19e                | 0 (18)             | 3e                 | 261                | 3e                       | 211                      |
| 2014   | Ducati Test Team                    | Ducati Desmosedici | 51         | Michele Pirro      |            | QAT     | AME     |         | SPA Ret | FRA     | ITA 11  | CAT 14  | NED     | GER     | IND     | CZE 12  | GBR     | RSM     | ARA     | JPN     | AUS     | MAL     | VAL 9   |        |        |     | 19e                | 0 (18)             | N/A                | N/A                | 3e                       | 211                      |
| 2015   | Ducati Team                         | Ducati Desmosedici | 04         | Andrea Dovizioso   |            | QAT 2   | AME 2   | ARG 2   | SPA 9   | FRA 3   | ITA Ret | CAT Ret | NED 12  | GER Ret | IND 9   | CZE 6   | GBR 3   | RSM 8   | ARA 5   | JPN 5   | AUS 13  | MAL Ret | VAL 7   |        |        |     | 7e                 | 162                | 3e                 | 350                | 3e                       | 256                      |
| 2015   | Ducati Team                         | Ducati Desmosedici | 29         | Andrea Iannone     |            | QAT 3   | AME 5   | ARG 4   | SPA 6   | FRA 5   | ITA 2   | CAT 4   | NED 4   | GER 5   | IND 5   | CZE 4   | GBR 8   | RSM 7   | ARA 4   | JPN Ret | AUS 3   | MAL Ret | VAL Ret |        |        |     | 5e                 | 188                | 3e                 | 350                | 3e                       | 256                      |
| 2015   | Ducati Test Team                    | Ducati Desmosedici | 51         | Michele Pirro      |            | QAT     | AME     | ARG     | SPA     | FRA     | ITA 8   | CAT     | NED     | GER     | IND     | CZE     | GBR     | RSM Ret | ARA     | JPN     | AUS     | MAL     | VAL 12  |        |        |     | 21e                | 12                 | N/A                | N/A                | 3e                       | 256                      |
| 2016   | Ducati Team                         | Ducati Desmosedici | 04         | Andrea Dovizioso   |            | QAT 2   | ARG 13  | AME Ret | SPA Ret | FRA Ret | ITA 5   | CAT 7   | NED Ret | GER 3   | AUT 2   | CZE Ret | GBR 6   | RSM 6   | ARA 11  | JPN 2   | AUS 4   | MAL 1   | VAL 7   |        |        |     | 5e                 | 171                | 3e                 | 296                | 3e                       | 261                      |
| 2016   | Ducati Team                         | Ducati Desmosedici | 8          | Héctor Barberá     |            | QAT     | ARG     | AME     | SPA     | FRA     | ITA     | CAT     | NED     | GER     | AUT     | CZE     | GBR     | RSM     | ARA     | JPN 17  | AUS Ret | MAL     | VAL     |        |        |     | 10e                | 0 (102)            | 3e                 | 296                | 3e                       | 261                      |
| 2016   | Ducati Team                         | Ducati Desmosedici | 29         | Andrea Iannone     |            | QAT Ret | ARG Ret | AME 3   | SPA 7   | FRA Ret | ITA 3   | CAT Ret | NED 5   | GER 5   | AUT 1   | CZE 8   | GBR Ret | RSM DNS | ARA WD  | JPN     | AUS     | MAL Ret | VAL 3   |        |        |     | 9e                 | 112                | 3e                 | 296                | 3e                       | 261                      |
| 2016   | Ducati Team                         | Ducati Desmosedici | 51         | Michele Pirro      |            |         |         |         |         |         |         |         |         |         |         |         |         | RSM 7   | ARA 12  |         |         |         |         |        |        |     | 19e                | 13 (36)            | 3e                 | 296                | 3e                       | 261                      |
| 2016   | Ducati Test Team                    | Ducati Desmosedici | 51         | Michele Pirro      |            | QAT     | ARG     | AME     | SPA     | FRA     | ITA 10  | CAT     | NED     | GER     | AUT 12  | CZE     | GBR     |         |         | JPN     | AUS     | MAL     | VAL     |        |        |     | 19e                | 13 (36)            | N/A                | N/A                | 3e                       | 261                      |
| 2017   | Ducati Team                         | Ducati Desmosedici | 04         | Andrea Dovizioso   |            | QAT 2   | ARG Ret | AME 6   | SPA 5   | FRA 4   | ITA 1   | CAT 1   | NED 5   | GER 8   | CZE 6   | AUT 1   | GBR 1   | RSM 3   | ARA 7   | JPN 1   | AUS 13  | MAL 1   | VAL Ret |        |        |     | 2e                 | 261                | 3e                 | 398                | 3e                       | 310                      |
| 2017   | Ducati Team                         | Ducati Desmosedici | 99         | Jorge Lorenzo      |            | QAT 11  | ARG Ret | AME 9   | SPA 3   | FRA 6   | ITA 8   | CAT 4   | NED 15  | GER 11  | CZE 15  | AUT 4   | GBR 5   | RSM Ret | ARA 3   | JPN 6   | AUS 15  | MAL 2   | VAL Ret |        |        |     | 7e                 | 137                | 3e                 | 398                | 3e                       | 310                      |
| 2017   | Ducati Test Team                    | Ducati Desmosedici | 51         | Michele Pirro      |            | QAT     | ARG     | AME     | SPA     | FRA     | ITA 9   | CAT     | NED     | GER     | AUT     | CZE     | GBR     | RSM 5   | ARA     | JPN     | AUS     | MAL     | VAL 9   |        |        |     | 23e                | 25                 | N/A                | N/A                | 3e                       | 310                      |
| 2018   | Grand Prix                          | Grand Prix         | Grand Prix | Grand Prix         |            | QAT     | ARG     | AME     | SPA     | FRA     | ITA     | CAT     | NED     | GER     | CZE     | AUT     | GBR     | RSM     | ARA     | THA     | JPN     | AUS     | MAL     | VAL    |        |     |                    |                    |                    |                    |                          |                          |
| 2018   | Ducati Team                         | Ducati Desmosedici | 04         | Andrea Dovizioso   |            | 1       | 6       | 5       | Ret     | Ret     | 2       | Ret     | 4       | 7       | 1       | 3       | C       | 1       | 2       | 2       | 18      | 3       | 6       | 1      |        |     | 2e                 | 245                | 2e                 | 392                | 2e                       | 335                      |
| 2018   | Ducati Team                         | Ducati Desmosedici | 19         | Alvaro Bautista    |            |         |         |         |         |         |         |         |         |         |         |         |         |         |         |         |         | 4       |         |        |        |     | 12e                | 13 (105)           | 2e                 | 392                | 2e                       | 335                      |
| 2018   | Ducati Team                         | Ducati Desmosedici | 99         | Jorge Lorenzo      |            | Ret     | 15      | 11      | Ret     | 6       | 1       | 1       | 7       | 6       | 2       | 1       | C       | 17      | Ret     | DNS     | DNS     |         | WD      | 12     |        |     | 9e                 | 134                | 2e                 | 392                | 2e                       | 335                      |
| 2018   | Ducati Team                         | Ducati Desmosedici | 51         | Michele Pirro      |            |         |         |         |         |         |         |         |         |         |         |         |         |         |         |         |         |         | Ret     |        |        |     | 22e                | 0 (14)             | 2e                 | 392                | 2e                       | 335                      |
| 2018   | Ducati Test Team                    | Ducati Desmosedici | 51         | Michele Pirro      |            |         |         |         |         |         | DNS     |         |         |         |         |         |         | 15      |         |         |         |         |         | 4      |        |     | 22e                | 0 (14)             | N/A                | N/A                | 2e                       | 335                      |
| 2019   | Grand Prix                          | Grand Prix         | Grand Prix | Grand Prix         |            | QAT     | ARG     | AME     | SPA     | FRA     | ITA     | CAT     | NED     | GER     | CZE     | AUT     | GBR     | RSM     | ARA     | THA     | JPN     | AUS     | MAL     | VAL    |        |     |                    |                    |                    |                    |                          |                          |
| 2019   | Mission Winnow Ducati / Ducati Team | Ducati Desmosedici | 04         | Andrea Dovizioso   |            | 1       | 3       | 4       | 4       | 2       | 3       | Ret     | 4       | 5       | 2       | 1       | Ret     | 6       | 2       | 4       | 3       | 7       | 3       | 4      |        |     | 2e                 | 269                | 2e                 | 445                | 3e                       | 318                      |
| 2019   | Mission Winnow Ducati / Ducati Team | Ducati Desmosedici | 9          | Danilo Petrucci    |            | 6       | 6       | 6       | 5       | 3       | 1       | 3       | 6       | 4       | 8       | 9       | 7       | 10      | 12      | 9       | 9       | Ret     | 9       | Ret    |        |     | 6e                 | 176                | 2e                 | 445                | 3e                       | 318                      |
| 2019   | Ducati Test Team                    | Ducati Desmosedici | 51         | Michele Pirro      |            |         |         |         |         |         | 7       |         |         |         |         |         |         | Ret     |         |         |         |         |         | Ret    |        |     | 22e                | 9                  | N/A                | N/A                | 3e                       | 318                      |
| 2020   | Grand Prix                          | Grand Prix         | Grand Prix | Grand Prix         |            | SPA     | ANC     | CZE     | AUT     | STY     | RSM     | EMI     | CAT     | FRA     | ARA     | TER     | EUR     | VAL     | POR     |         |         |         |         |        |        |     |                    |                    |                    |                    |                          |                          |
| 2020   | Ducati Team                         | Ducati Desmosedici | 04         | Andrea Dovizioso   |            | 3       | 6       | 11      | 1       | 5       | 7       | 8       | Ret     | 4       | 7       | 13      | 8       | 8       | 6       |         |         |         |         |        |        |     | 4e                 | 135                | 4e                 | 213                | 1er                      | 221                      |
| 2020   | Ducati Team                         | Ducati Desmosedici | 9          | Danilo Petrucci    |            | 9       | Ret     | 12      | 7       | 11      | 16      | 10      | 8       | 1       | 15      | 10      | 10      | 15      | 16      |         |         |         |         |        |        |     | 12e                | 78                 | 4e                 | 213                | 1er                      | 221                      |
| 2021   | Grand Prix                          | Grand Prix         | Grand Prix | Grand Prix         |            | QAT     | DOH     | POR     | SPA     | FRA     | ITA     | CAT     | GER     | NED     | STY     | AUT     | GBR     | ARA     | RSM     | AME     | EMI     | ALG     | VAL     |        |        |     |                    |                    |                    |                    |                          |                          |
| 2021   | Ducati Lenovo Team                  | Ducati Desmosedici | 43         | Jack Miller        |            | 9       | 9       | Ret     | 1       | 1       | 6       | 3       | 6       | Ret     | Ret     | 11      | 4       | 5       | 5       | 7       | Ret     | 3       | 3       |        |        |     | 4e                 | 181                | 1er                | 433                | 1er                      | 357                      |
| 2021   | Ducati Lenovo Team                  | Ducati Desmosedici | 63         | Franscesco Bagnaia |            | 3       | 6       | 2       | 2       | 4       | Ret     | 7       | 5       | 6       | 11      | 2       | 14      | 1       | 1       | 3       | Ret     | 1       | 1       |        |        |     | 2e                 | 252                | 1er                | 433                | 1er                      | 357                      |
| 2021   | Ducati Test Team                    | Ducati Desmosedici | 51         | Michele Pirro      |            |         |         |         |         |         | 13      |         |         |         |         |         |         |         | 11      |         | 12      |         |         |        |        |     | 23e                | 12                 | N/A                | N/A                | 1er                      | 357                      |
| 2022   | Grand Prix                          | Grand Prix         | Grand Prix | Grand Prix         |            | QAT     | INA     | ARG     | AME     | POR     | SPA     | FRA     | ITA     | CAT     | GER     | NED     | GBR     | AUT     | RSM     | ARA     | JPN     | THA     | AUS     | MAL    | VAL    |     |                    |                    |                    |                    |                          |                          |
| 2022   | Ducati Lenovo Team                  | Ducati Desmosedici | 43         | Jack Miller        |            | Ret     | 4       | 14      | 3       | Ret     | 5       | 2       | 15      | 14      | 3       | 6       | 3       | 3       | 18      | 5       | 1       | 2       | Ret     | 6      | Ret    |     | 5e                 | 189                | 1er                | 454                | 1er                      | 448                      |
| 2022   | Ducati Lenovo Team                  | Ducati Desmosedici | 63         | Franscesco Bagnaia |            | Ret     | 15      | 5       | 5       | 8       | 1       | Ret     | 1       | Ret     | Ret     | 1       | 1       | 1       | 1       | 2       | Ret     | 3       | 3       | 1      | 9      |     | 1er                | 265                | 1er                | 454                | 1er                      | 448                      |
| 2022   | Ducati Test Team                    | Ducati Desmosedici | 51         | Michele Pirro      |            |         |         |         |         |         |         |         | 18      | 16      |         |         |         |         | Ret     |         |         |         |         |        |        |     | 27e                | 0                  | N/A                | N/A                | 1er                      | 448                      |
| 2023   | Grand Prix                          | Grand Prix         | Grand Prix | Grand Prix         | Grand Prix | POR     | ARG     | AME     | SPA     | FRA     | ITA     | GER     | NED     | GBR     | AUT     | CAT     | RSM     | IND     | JPN     | INA     | AUS     | THA     | MAL     | QAT    | VAL    |     | Championnat pilote | Championnat pilote | Championnat équipe | Championnat équipe | Championnat constructeur | Championnat constructeur |
| 2023   | Ducati Lenovo Team                  | Ducati Desmosedici | 1          | Franscesco Bagnaia | GP         | 1       | 16      | Ret     | 1       | Ret     | 1       | 2       | 1       | 2       | 1       | Ret     | 3       | Ret     | 2       | 1       | 2       | 2       | 3       | 2      | 1      |     | 1er                | 467                | 2e                 | 561                | 1er                      | 700                      |
| 2023   | Ducati Lenovo Team                  | Ducati Desmosedici | 1          | Franscesco Bagnaia | Sprint     | 1       | 6       | 1       | 2       | 3       | 1       | 2       | 2       | 14      | 1       | 2       | 3       | 2       | 3       | 8       | C       | 7       | 3       | 5      | 5      |     | 1er                | 467                | 2e                 | 561                | 1er                      | 700                      |
| 2023   | Ducati Lenovo Team                  | Ducati Desmosedici | 23         | Enea Bastianini    | GP         |         |         |         |         |         | 9       | 8       | Ret     | Ret     | 10      | Ret     |         |         |         | 8       | 10      | 13      | 1       | 8      | Ret    |     | 15e                | 84                 | 2e                 | 561                | 1er                      | 700                      |
| 2023   | Ducati Lenovo Team                  | Ducati Desmosedici | 23         | Enea Bastianini    | Sprint     | Ret     |         |         |         |         | 9       | 10      | 8       | 13      | 13      | 9       |         |         |         | 7       | C       | 13      | 4       | 20     | 15     |     | 15e                | 84                 | 2e                 | 561                | 1er                      | 700                      |
| 2023   | Ducati Test Team                    | Ducati Desmosedici | 51         | Michele Pirro      | GP         |         |         | 11      |         |         | 16      |         |         |         |         |         | Ret     | 16      | 16      |         |         |         |         |        |        |     | 27e                | 5                  | N/A                | N/A                | 1er                      | 700                      |
| 2023   | Ducati Test Team                    | Ducati Desmosedici | 51         | Michele Pirro      | Sprint     |         |         | Ret     |         |         | 15      |         |         |         |         |         | 20      | 14      | 19      |         |         |         |         |        |        |     | 27e                | 5                  | N/A                | N/A                | 1er                      | 700                      |
| 2024   | Grand Prix                          | Grand Prix         | Grand Prix | Grand Prix         | Grand Prix | QAT     | POR     | AME     | SPA     | FRA     | CAT     | ITA     | NED     | GER     | GBR     | AUT     | ARA     | RSM     | EMI     | INA     | JPN     | AUS     | THA     | MAL    | SOL    |     | Championnat pilote | Championnat pilote | Championnat équipe | Championnat équipe | Championnat constructeur | Championnat constructeur |
| 2024   | Ducati Lenovo Team                  | Ducati Desmosedici | 1          | Franscesco Bagnaia | GP         | 1       | Ret     | 5       | 1       | 3       | 1       | 1       | 1       | 1       | 3       | 1       | Ret     | 2       | Ret     | 3       | 1       | 3       | 1       | 1      | 1      |     | 2e                 | 498                | 1er                | 884                | 1er                      | 722                      |
| 2024   | Ducati Lenovo Team                  | Ducati Desmosedici | 1          | Franscesco Bagnaia | Sprint     | 4       | 4       | 8       | Ret     | Ret     | Ret     | 1       | 1       | 3       | Ret     | 1       | 9       | 2       | 1       | 1       | 1       | 4       | 3       | Ret    | 1      |     | 2e                 | 498                | 1er                | 884                | 1er                      | 722                      |
| 2024   | Ducati Lenovo Team                  | Ducati Desmosedici | 23         | Enea Bastianini    | GP         | 5       | 2       | 3       | 5       | 4       | 18      | 2       | 3       | 4       | 1       | 3       | 5       | 3       | 1       | Ret     | 4       | 5       | 14      | 3      | 7      |     | 4e                 | 386                | 1er                | 884                | 1er                      | 722                      |
| 2024   | Ducati Lenovo Team                  | Ducati Desmosedici | 23         | Enea Bastianini    | Sprint     | 6       | 6       | 6       | Ret     | 4       | 5       | Ret     | 4       | 4       | 1       | 4       | 7       | 4       | 3       | 2       | 2       | 3       | 1       | 3      | 2      |     | 4e                 | 386                | 1er                | 884                | 1er                      | 722                      |
| 2025   | Grand Prix                          | Grand Prix         | Grand Prix | Grand Prix         | Grand Prix | THA     | ARG     | AME     | QAT     | SPA     | FRA     | GBR     | ARA     | ITA     | NED     | GER     | CZE     | AUT     | HUN     | CAT     | RSM     | JAP     | INA     | AUS    | MAL    | POR | Championnat pilote | Championnat pilote | Championnat équipe | Championnat équipe | Championnat constructeur | Championnat constructeur |
| 2025   | Ducati Lenovo Team                  | Ducati Desmosedici | 63         | Franscesco Bagnaia | GP         | 3       | 4       | 1       | 2       | 3       | 16      | Ret     | 3       | 4       | 3       | 3       | 4       | 8       |         |         |         |         |         |        |        |     | 3e                 | 221                | 1er                | 639                | 1er                      | 467                      |
| 2025   | Ducati Lenovo Team                  | Ducati Desmosedici | 63         | Franscesco Bagnaia | Sprint     | 3       | 3       | 3       | 8       | 3       | Ret     | 6       | 12      | 3       | 5       | 12      | 7       | Ret     |         |         |         |         |         |        |        |     | 3e                 | 221                | 1er                | 639                | 1er                      | 467                      |
| 2025   | Ducati Lenovo Team                  | Ducati Desmosedici | 93         | Marc Márquez       | GP         | 1       | 1       | Ret     | 1       | 12      | 2       | 3       | 1       | 1       | 1       | 1       | 1       | 1       |         |         |         |         |         |        |        |     | 1er                | 418                | 1er                | 639                | 1er                      | 467                      |
| 2025   | Ducati Lenovo Team                  | Ducati Desmosedici | 93         | Marc Márquez       | Sprint     | 1       | 1       | 1       | 1       | 1       | 1       | 2       | 1       | 1       | 1       | 1       | 1       | 1       |         |         |         |         |         |        |        |     | 1er                | 418                | 1er                | 639                | 1er                      | 467                      |

(Voir Légendes) (Les courses en gras indiquent la pole position ; les courses en italique indiquent le meilleur tour.)
Notes
1. 1 2 3 4 5 6 7 8 9  En tant que pilote de remplacement à la suite de la blessure/indisponibilité d'un pilote titulaire.
2. 1 2 3 4 5 6 7 8 9 10  En tant que pilote wild-card.
3. 1 2 3 4 5  Le chiffre simple est le nombre de points accumulés par le pilote pour cette équipe ; le chiffre entre parenthèses est le nombre de points totalisés par ce pilote sur la saison, toutes équipes confondues.

* Saison toujours en cours.

## Championnat du monde Superbike (SBK)
Ducati participe au championnat du monde Superbike (SBK) depuis ses débuts en 1988 jusqu'en 2010, puis est revenu en 2014 avec l'organisation de la course assurée par Feel Racing, basé à Bologne,,.

### Histoire en championnat du monde Superbike
En utilisant des moteurs bicylindres en V, Ducati domine le championnat pendant de nombreuses années. Ducati remporte son premier championnat en 1990 avec Raymond Roche. Le titre de 1991 est remporté par Doug Polen sous l'impulsion de l'équipe privée dirigée par Eraldo Ferracci. De 1994 à 1999, Carl Fogarty remporte le titre quatre fois sur Ducati. L'Australien Troy Corser remporte le titre en 1996 sur une Ducati conçue par l'équipe autrichienne Promotor Racing. En 2001, Troy Bayliss remporte le premier de ses trois titres.
En 2003, les modifications apportées aux règles du MotoGP autorisant les moteurs à quatre temps incitent les constructeurs japonais à concentrer leurs ressources sur le championnat MotoGP, abandonnant le championnat du monde Superbike aux équipes privées avec une implication limitée des équipes usines. Ducati Corse inscrit deux Ducati 999 du championnat, remportant vingt victoires en 24 courses en une saison où toutes les courses sont remportées par des Ducati. Neil Hodgson remporté le titre sur une Ducati de l'équipe usine qui avec 600 points, établi le nouveau record de points pour un constructeur en une saison. 2004 est similaire, James Toseland remporte le titre bien que Chris Vermeulen même[Quoi ?] si l'équipe Ten Kate Honda empêche Ducati de tout rafler.
En 2006, Troy Bayliss reprend le titre de champion du monde de Superbike après trois ans passés en MotoGP. Le couple Troy Bayliss-Ducati s'avére imparable et domine la saison en remportant douze courses.
En 2007, Troy Bayliss termine quatrième sur une Ducati 999. Même si la production de la 999 est terminée depuis 2006 et que la moto est remplacée par la Ducati 1098 produite à 150 Ducati 999[Quoi ?] en édition limitée pour satisfaire aux exigences d'homologation.
Pour 2008, Ducati pilote une version homologuée de la 1098R. La Fédération internationale de motocyclisme (FIM), qui gère le championnat du monde de Superbike, porte la limite de cylindrée des moteurs bicylindres à 1 200 cm3. Troy Bayliss remporte son troisième titre de champion du monde et prend sa retraite à la fin de la saison 2008.
En 2009, Noriyuki Haga remplace Troy Bayliss avec Michel Fabrizio comme coéquipier. La saison de Noriyuki Haga avec la Ducati est fantastique sur Ducati mais il perd le championnat pour six points et ne termine que deuxième, Michel Fabrizio prenant la troisième place du classement général.
En 2010, Noriyuki Haga et Michel Fabrizio restent chez Ducati pour le championnat du monde Superbike.
Le 27 août 2010, Ducati annonce qu'en 2011 il retirera son équipe usine du championnat du monde Superbike, après 23 saisons et 29 titres de champion du monde des pilotes et des constructeurs, et se limitera au soutien des équipes privées.
En 2011, Ducati apporte son soutien à l’équipe de pilotes privés d’Althea Racing qui remporte le titre 2011 avec Carlos Checa.
À la fin de 2012, Ducati et Altheaa Racing se séparent.
En 2013, Ducati équipe Alstare Racing de Francis Batta en présentant la nouvelle Ducati 1199 Panigale R au championnat du monde.
Le 15 novembre 2013, Ducati annonce qu'elle reviendra dans le championnat Superbike en tant qu'équipe d'usine.
En 2014, l'équipe usine redémarre avec les pilotes Chaz Davies et Davide Giugliano.